# Pterolophia pseudoculatoides
Pterolophia pseudoculatoides är en skalbaggsart som beskrevs av Stefan von Breuning 1968. Pterolophia pseudoculatoides ingår i släktet Pterolophia och familjen långhorningar. Inga underarter finns listade i Catalogue of Life.